# 五氟合氙酸四甲基铵
五氟合氙酸四甲基铵（化学式：N(CH3)4XeF5）是一个氙化合物，由N(CH3)4+阳离子和XeF5−阴离子组成。它由四甲基氟化铵和四氟化氙反应制得。其中XeF5−離子为平面五邊形（AX5E2）结构，是首次报导具有该结构的粒子。 五个氟原子位于同一平面，呈变形五边形结构，Xe－F键长在197.9 - 203.4pm之间，Xe－F键角在71.5 - 72.3°之间。该离子的钠盐、铯盐和铷盐也已制得，振动光谱证实了这些化合物中也存在该阴离子。